# Gustave Leberecht Flügel
Gustav Leberecht Flügel (Bautzen, 18 febbraio 1802 – Dresda, 5 luglio 1870) è stato un orientalista e arabista tedesco.

## Biografia
Studiò teologia e filologia nell'Università di Lipsia. Progressivamente spostò i suoi interessi verso le lingue orientali, che studiò a Università di Vienna e Parigi.
Nel 1832 divenne professore nella Fürstenschule di Sant'Afra a Meißen (attuale Scuola Federale della Sassonia - Sant'Afra), ma le cattive condizioni di salute lo costrinsero alle dimissioni nel 1850. L'anno seguente si recò a Vienna, dove lavorò alla catalogazione dei manoscritti arabi, turchi e persiani della Biblioteca di Corte (Fürstenbibliothek).

Morì nella città di Dresda.

## Opere
Il capolavoro di Flügel è un'edizione del lessico bibliografico-enciclopedico di Ḥājjī Khalīfa, tradotto in latino (7 voll., Londra e Lipsia, 1835-1858). Curò anche un'edizione del Corano (Leipzig, 1834 e 1893); cui seguirono le Concordantiae Corani arabicae (Leipzig, 1842 e 1898); Mani, seine Lehren und seine Schriften (Leipzig, 1862); Die grammatischen Schulen der Araber (Leipzig, 1862); e Ibn Kutlulbugas Krone der Lebensbeschreibungen (Leipzig, 1862). Un'edizione del Kitāb al-Fihrist di Ibn al-Nadīm, da lui approntata, uscì postuma.

## Pubblicazioni
- Corani textus arabicus (Leipzig, 1834, varie ristampe dal 1922)
- Concordantiae Corani arabicae (Leipzig, 1842 e 1898)
- Mani, seine Lehren und seine Schriften (Mani, i suoi insegnamenti e i suoi scritti) (Leipzig, 1862)
- Die grammatischen Schulen der Araber (Le scuole di grammatica di arabo) (London, 1862)
- Ibn Kutlulbugas Krone der Lebensbeschreibungen (Leipzig, 1862)
- Kitāb al-Fihrist (postumo)